# Мензелинск
Мензели́нск (тат. Минзәлә) — город (с 1781) в Республике Татарстан России. Административный центр Мензелинского района. Образует городское поселение город Мензелинск.

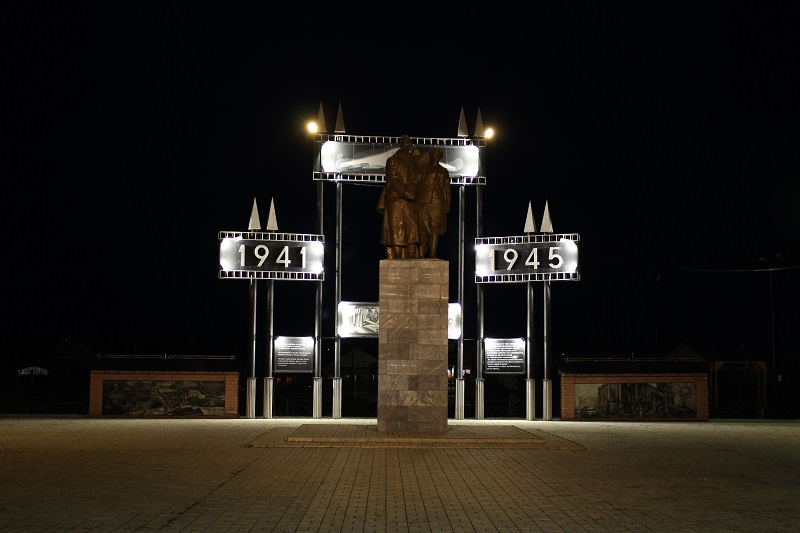
Парк Победы г. Мензелинск

## География
Город расположен на южном берегу реки Нижнекамского водохранилища, в устье р. Мензеля, в 292 км к востоку от Казани.

## История

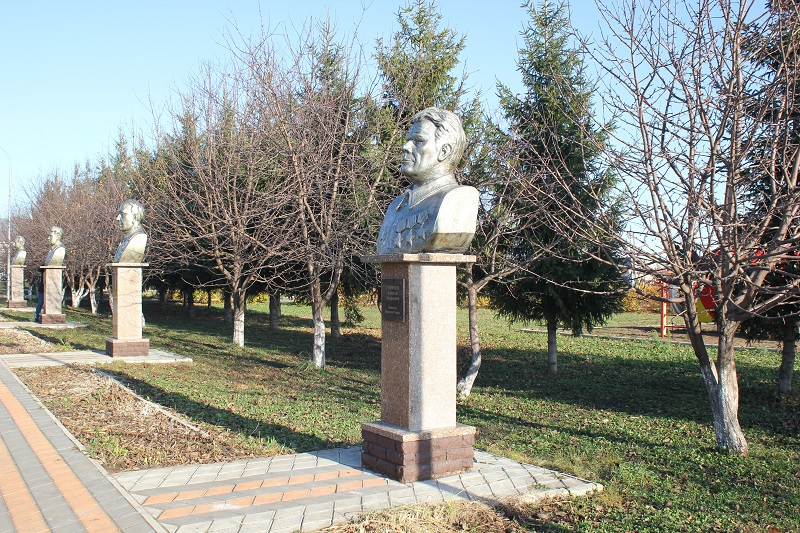
Аллея Героев г. Мензелинск

Согласно исторической монографии В. Н. Витевского, город был основан как острог по просьбе башкир в 1584 году, использующийся для защиты от набегов ногайцев и калмыков.
В XVII веке острог был расширен и стал самым сильным укреплением на Закамской черте. Согласно Р. Г. Букановой, на месте острога в 1645 году была построена Мензелинская крепость, которая располагалась на левом берегу реки Мензеля на землях башкирского племени байлар.
В 1645 году в связи с изъятием башкирских земель под строительство Мензелинской крепости началось восстание башкир. Согласно А. Е. Алекторову, в 1645 году повстанцы подступили к Мензелинску и были отражены, большинство предводителей восстания были казнены.
В 1652—1656 годах рядом был построен Новомензелинский острог, который был самым большим на Закамской засечной черте: общая протяженность его стен достигала двух километров, что было в два раза больше, чем крепость в Белом Яре. Остальные остроги значительно уступали в размерах. В 1656 году на Закамскую черту прибыло 478 шляхтичей, в Новомензелинске — отряд Чёрного знамени 126 человек.
Во время башкирского восстания 1662—1664 годов, 27 июля 1662 года повстанцы осадили Мензелинскую крепость, которая стала одним из центров борьбы с восставшими. Здесь были размещены служилые люди полковой службы, присланные из Москвы и других городов, а общее руководство отрядами полковой службы осуществлял Ф. Ф. Волконский, который с октября 1663 года назначен воеводой Мензелинской крепости. Во время башкирского восстания 1681—1684 годов в Мензелинской крепости сосредоточились основные силы правительственных войск, которые в боях около Мензелинска и других крепостей Закамской линии нанесли поражение восставшим. Во время башкирского восстания 1704—1711 годов, карательские отряды Сергеева и Аристова разоряли башкирские волости вокруг Мензелинска и других крепостей, против которых сражались башкиры Казанской дороги во главе с Дюмеем Ишкеевым. В 1735—1742 годах в крепости располагался штаб Башкирской комиссии, который координировал действия правительственных войск по подавлению башкирских восстаний 1735—1740 годов.

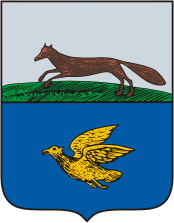
Герб (1782)

В конце XVIII веке оказывался в эпицентре крестьянской войны под предводительством Емельяна Пугачёва.
23 октября 1781 года согласно жалованной грамоте Екатерины II Мензелинск стал уездным городом, центром Мензелинского уезда Уфимского наместничества. 8 июня 1782 года императрицей был утверждён герб Мензелинска. Впоследствии административная принадлежность Мензелинского уезда менялась — с 12 декабря 1796 года находился в составе Оренбургской, с 5 мая 1865 года — Уфимской губернии.
В дореволюционное время местные жители занимались хлебопашеством, охотой, рыболовством, ткачеством, шитьём и др. Действовали мельницы, маслобойка и спичечный завод. К концу XIX века в городе проживало 6500 человек.
14 ноября 1917 года в Мензелинске была провозглашена Советская власть. В последующие два года город становился ареной боёв между белогвардейцами и Красной Армией. 17 мая 1919 года Мензелинск был освобождён войсками 28-й стрелковой дивизии под командованием В. М. Азина.
С 1920 года Мензелинск являлся центром Мензелинского кантона Татарской АССР. С 10 августа 1930 года является центром Мензелинского района.
В связи со сложной обстановкой на линиях обороны Москвы в конце 1941 г. в Мензелинск из подмосковного поселка Болшево, фактически без приостановки процесса переподготовки инженерных кадров, было временно эвакуировано Московское военно-инженерное училище. Уже в 1942 г. училище было возвращено к месту своей дислокации.
До образования Нижнекамского водохранилища, в 18 км к северу от города на левом берегу Камы действовала пристань Мензелинск (напротив с. Красный Бор).

## Население
| 1856    | 1897    | 1913    | 1926    | 1931    | 1959    | 1967    | 1970    | 1979    | 1989    |
| ------- | ------- | ------- | ------- | ------- | ------- | ------- | ------- | ------- | ------- |
| 4700    | ↗7500   | ↗10 100 | ↘7500   | ↘7400   | ↗11 810 | ↗16 000 | ↘15 868 | ↗16 683 | ↘15 223 |
| 1992    | 2000    | 2001    | 2002    | 2003    | 2005    | 2006    | 2007    | 2008    | 2009    |
| ↘15 200 | ↗15 400 | ↘15 200 | ↗16 730 | ↘16 700 | ↘16 326 | ↘16 268 | ↗16 328 | ↘16 300 | ↗16 391 |
| 2010    | 2011    | 2012    | 2013    | 2014    | 2015    | 2016    | 2017    | 2018    | 2019    |
| ↗16 476 | ↗16 501 | ↗16 594 | ↗16 903 | ↗16 968 | ↘16 952 | ↗17 043 | ↗17 153 | ↘17 055 | ↘17 030 |
| 2020    | 2021    |         |         |         |         |         |         |         |         |
| ↘16 916 | ↘16 008 |         |         |         |         |         |         |         |         |

На 1 января 2025 года по численности населения город находился на 751-м месте из 1124 городов Российской Федерации.
Национальный состав
По переписи 2010 года — русские — 49,3 %, татары — 46,8 %.

## Экономика
Промышленность
- Обслуживание и ремонт сельхозтехники
  - Ремонт автотранспорта на Кемпинге
  - Кузембетьевский ремонтно механический завод
  - Мензелинская МТС
  - Сельхозтехника
- Пищевая промышленность
  - Изыскатель (производство соков и минеральной воды)
- Futuka Kids производство детской мебели

## Транспорт
С Мензелинского автовокзала отправляются междугородние автобусы на Казань и Набережные Челны и пригородные автобусы на сёла Кадряково, Новое Мазино и Мушуга. Эти рейсы обслуживаются ОАО «Мензелинское АТП». Также через автовокзал проходят транзитные рейсы «Нефтекамск — Набережные Челны», «Уфа — Набережные Челны» и «Екатеринбург — Набережные Челны».
Действуют два маршрута городского автобуса, обслуживаемые ОАО «Мензелинское АТП».

## Спортивные объекты
- Спортивный комплекс «Юбилейный» (большой и малый бассейны, боулинг, спортивный зал) построен к 225-летию города
- Спортивный комплекс «Юность» (ледовый дворец, теннисный корт, бильярд, настольный теннис)
- Аэроклуб «Мензелинск» (прыжки с парашютом)
- Спортивный комплекс «Олимп» (настольный теннис, большой теннис, футбол, волейбол, лыжные гонки, гиревой спорт)

Чемпионат мира 2010
С 1 августа по 5 августа 2010 года на аэродроме Мензелинск проходил чемпионат мира по парашютному спорту.

## Образовательные учреждения
Три средних общеобразовательных школы, гимназия, Мензелинская школа-интернат для детей-сирот и детей, оставшихся без попечения родителей, с ограниченными возможностями здоровья; Мензелинский педагогический колледж имени Мусы Джалиля, Мензелинский сельскохозяйственный техникум и Мензелинское медицинское училище.

## Религия

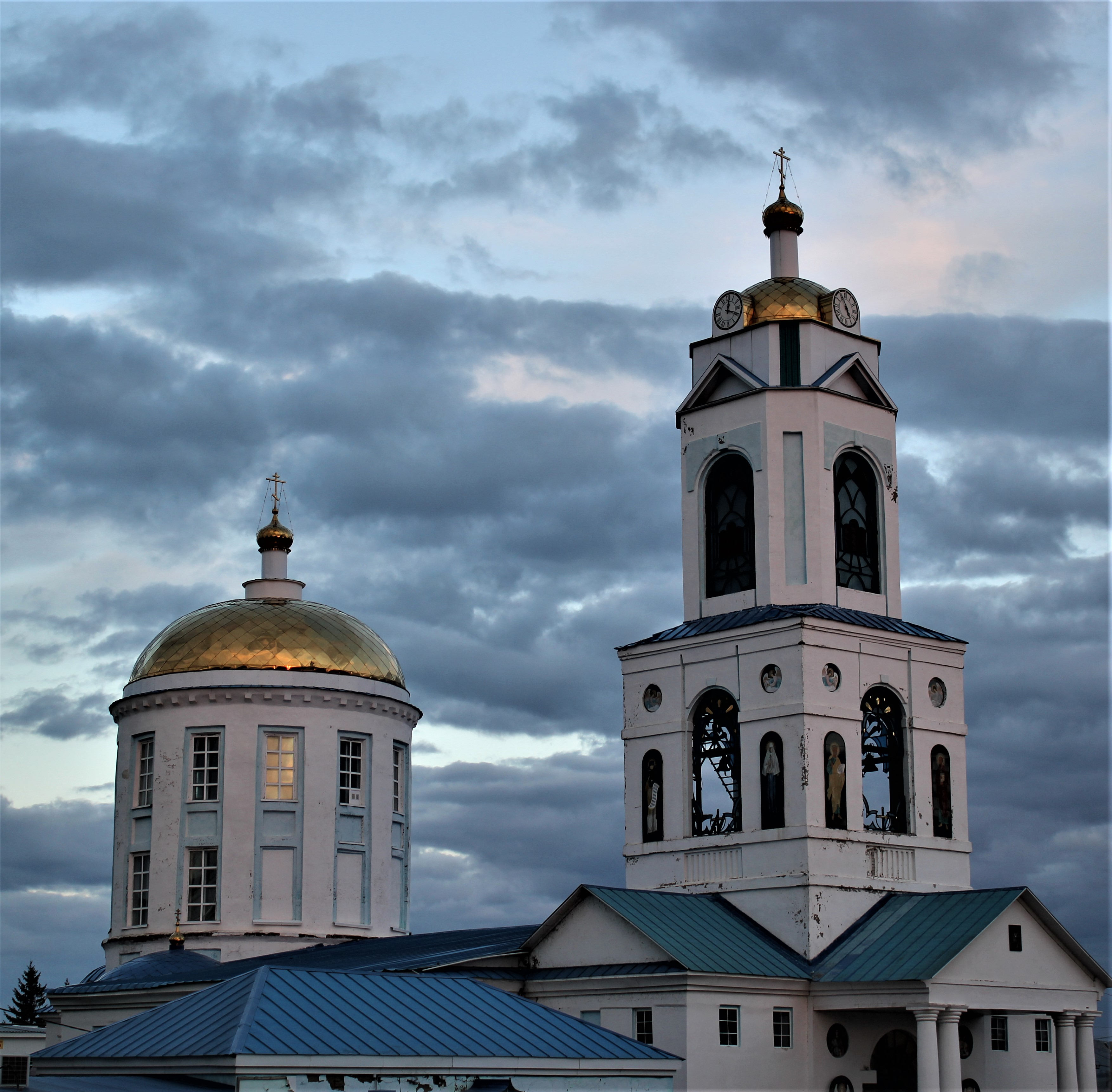
Никольский Кафедральный Собор

Христианство: Никольский кафедральный собор, заложен в 1807, а освящен в 1813 году.
Ислам: городская мечеть Мензелинска, построена в 1910 году.

## Учреждения культуры
Мензелинский государственный татарский драматический театр имени Сабира Амутбаева, МУК «Межпоселенческая центральная библиотека», районный дворец культуры, краеведческий музей Мензелинского района, мемориальный музей Мусы Джалиля филиал краеведческого музея Мензелинского района.

## СМИ
Издаётся районная газета «Минзәлә» — «Мензеля» на татарском и русском языках.